# غراهام هيوز
غراهام هيوز (بالإنجليزية: Graham Hughes)‏ هو مخرج بريطاني، ولد في 1979 في ليفربول في المملكة المتحدة.